# Südwest Presse

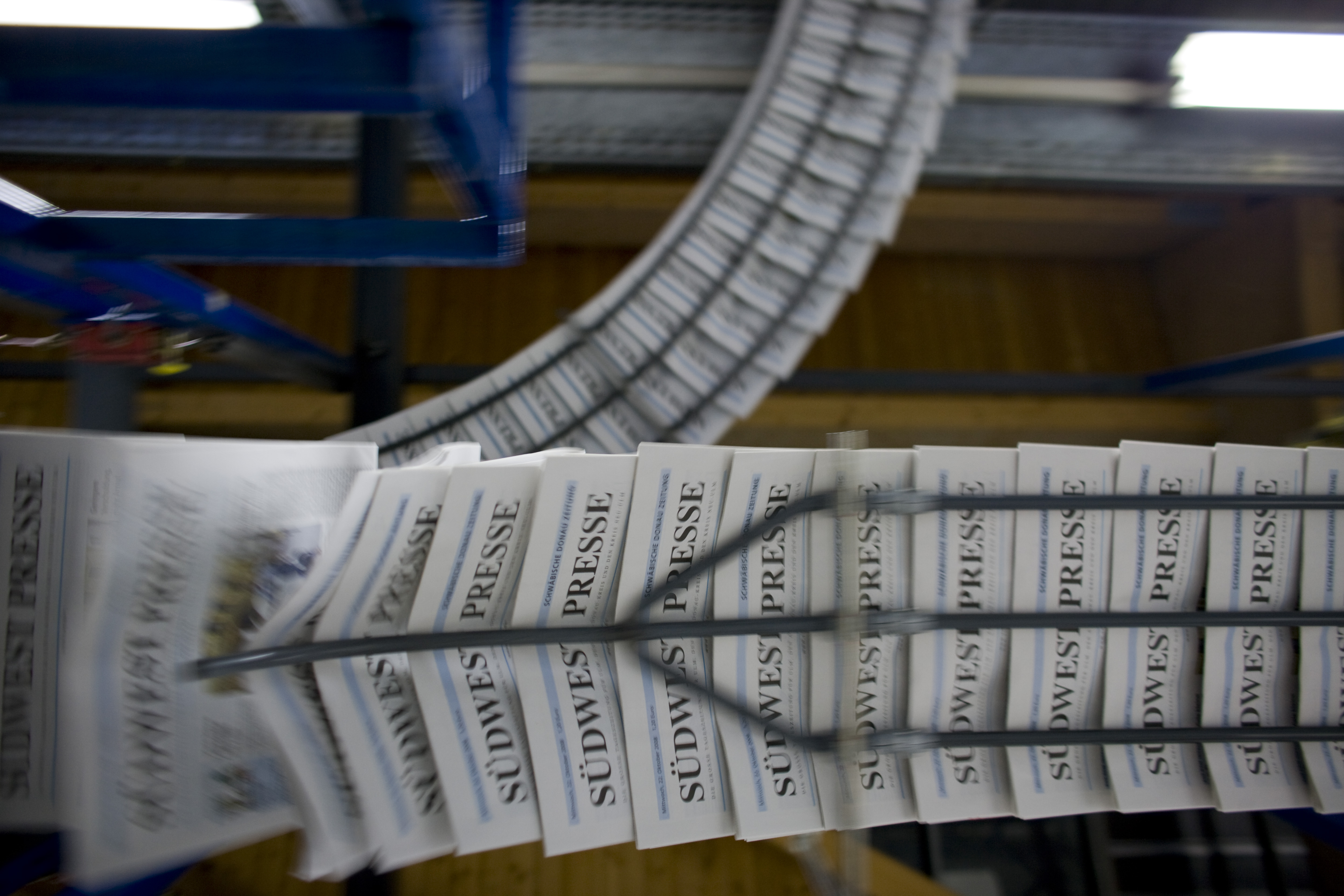
Südwest Presse i tryckeriet.

Südwest Presse är en tysk regional dagstidning, med huvudredaktion i Ulm. Tidningen hade, inklusive lokala utgåvor, en daglig tryckt upplaga på 274 383 sålda exemplar 2:a kvartalet 2016, varav 93 procent abonnemang, med omkring 860 000 läsare. Det huvudsakliga utgivningsområdet är östra delen av förbundslandet Baden-Württemberg.
Tidningen ges ut i form av ett större antal lokalutgåvor:Schwäbische Post, Zollern-Alb-Kurier mit Schmiecha-Zeitung, Bietigheimer Zeitung, Bönnigheimer Zeitung, Hohenloher Tagblatt, Illertal Bote, Eberbacher Zeitung, Ehinger Tagblatt, Rundschau für den Schwäbischen Wald – Der Kocherbote, Geislinger Zeitung, Brenztal-Bote, NWZ – Neue Württembergische Zeitung, Hohenzollerische Zeitung, Heidenheimer Neue Presse, Heidenheimer Zeitung, Neckar-Chronik, Der Teckbote, Südwest Presse – Ausgabe Laichingen, Metzinger-Uracher Volksblatt / Der Ermstalbote, Alb Bote, Pfullinger Zeitung, Reutlinger Nachrichten (med Pfullinger Zeitung och Metzinger-Uracher Volksblatt), Sachsenheimer Zeitung, Gmünder Tagespost, Haller Tagblatt, Schwäbisches Tagblatt mit Rottenburger Post und Steinlach-Bote, Südwest Presse – (tidigare Schwäbische Donau Zeitung) och Südwest Presse – Die Neckarquelle.
Tidningen är efterföljare till Ulmer Tagblatt, grundad 1859, övertagen av Ebnerförlaget 1877 och ihopslagen med Ulmer Sturm under Nazityskland 1934. Efter andra världskriget grundades den nuvarande tidningen som Schwäbische Donau-Zeitung i den amerikanska ockupationssektorn 1946, med Kurt Fried, Johannes Weisser och Paul Thielemann som utgivare. Ebnerförlagen blev storägare i den nygrundade tidningen under 1950-talet, och 1962 slogs tidningen ihop med Ulmer Nachrichten. 1968 döptes Schwäbische Donau-Zeitung om till Südwest Presse. Tidningen ges ut av förlaget Neue Pressegesellschaft, som till hälften ägs av Ebner Pressegesellschaft och till hälften av ZVD Mediengesellschaft. Chefredaktör är Ulrich Becker.